# 홍긍섭
홍긍섭(洪肯燮, 1850년 음력 12월 30일 ~ 1923년 양력 6월 3일)은 대한제국 말기에 일진회 평의원장과 부회장을 지냈다.

## 생애
1896년 법관양성소를 제2회로 졸업하고 함흥부와 학부의 주사를 지낸 관료 출신이다. 1898년에는 독립협회에 총대위원, 사법위원 등으로 가담했고, 1901년 대한제국 중추원의 의관이 되었다.
1904년 일진회가 결성될 때 평의원으로 참가하여 황해도 조사위원을 맡았고, 이듬해에는 일진회 평의원장에 올랐다. 1906년 일진회 부회장에 올라 1909년까지 3년 동안 재임하면서 핵심 간부로서 일진회 활동을 주도했다. 1907년 의병운동 탄압을 위해 일진회가 발표한 〈거의선언서〉도 홍긍섭이 초안을 쓰고 공포를 제안한 것이었다.
그러나 1909년 말 일진회의 〈일한합방성명서〉 발표를 반대하다가 부회장직을 사퇴하고 일진회도 탈퇴했다. 홍긍섭의 합방청원을 반대한 까닭으로는 일진회와 경쟁 관계에 있던 이완용 계열의 매수설 등이 있으나 진상은 밝혀지지 않았다.
일본 정부로부터 1908년 훈4등 서보장, 1912년 한국병합기념장을 받았다. 서보장은 러일 전쟁 당시 일진회 평의원으로서 일본군에 협조한 공을 인정 받은 것이며, 일진회는 탈퇴했지만 한일 병합 조약 체결의 공을 인정받아 한일병합기념장을 서훈받은 것이다.
1919년에는 유교 계열의 친일 단체인 대동사문회 발기회 회장을 맡는 등 이 단체의 결성에 관여한 뒤 상무이사 등의 직책을 맡았다. 그가 임시사장을 맡은 대동문화사와 대동사문회는 3·1 운동으로 독립에 대한 의지가 고양되자 조선총독부가 후원하여 조직된 단체로, 홍긍섭은 공개적으로 조선독립에 반대한다거나 지금은 때가 아니라는 발언을 하여 대한민국 임시정부의 기관지 《독립신문》에 이같은 내용이 보도되기도 했다.

## 사후
- 2006년 친일반민족행위진상규명위원회가 조사 발표한 친일반민족행위 106인 명단과 2008년 발표된 민족문제연구소의 친일인명사전 수록예정자 명단에 선정되었다.

## 같이 보기
- 독립협회
- 일진회
- 대동사문회

## 참고 문헌
- 친일반민족행위진상규명위원회 (2006년 12월). 〈홍긍섭〉 (PDF). 《2006년도 조사보고서 II - 친일반민족행위결정이유서》. 서울. 828~835쪽. 발간등록번호 11-1560010-0000002-10. 2007년 10월 10일에 원본 문서 (PDF)에서 보존된 문서. 2007년 9월 10일에 확인함.